# 그리스 은행
그리스 은행(그리스어: Τράπεζα της Ελλάδος 트라페자 티스 엘라도스[*], 영어: Bank of Greece)은 그리스의 중앙은행이다. 1927년에 설립되었으며 1928년부터 업무를 개시했다. 본점은 아테네에 있다.